# Milan Hanuliak
Milan Hanuliak (Halács, 1951. szeptember 22.) szlovák régész.

## Élete
Pozsonyban végezte alap- és középfokú tanulmányait. Részt vett a ragyolci ásatáson. 1970-1975 között a Comenius Egyetem régészet szakán végzett, majd a nyitrai Régészeti Intézetben helyezkedett el. 1996-tól a középkori részleg vezetője.
1977-ben szigorlatot tett, 1987-ben pedig a tudományok kandidátusa lett. 2007-től a tudományok doktora.
Ásatott többek között Beckón, Bucsányban, Csatajon, Farkashidán, Helembán, Ipolykiskeszin, Muzslán, Selmecbányán, Somorján, Vágszikláson, Zsitvabesenyőn.
Számos konferencia résztvevője, illetve szervezője volt. 1998 óta a Slovenská archeológia szerkesztőbizottsági tagja.

## Elismerései
- 2005 A Szlovák Tudományos Akadémia díja tudományos-kutatási tevékenységéért

## Művei
- 1982 Osídlenie Žitného ostrova z pohľadu stredovekej archeológie. Arch. Hist. 7, 97–102.
- 1993 Archeologický výskum k dejinám Nitry v 10.–13. storočí. In: Karol Pieta (Ed.): Nitra – Príspevky k najstarším dejinám mesta. Nitra, 109–124.
- 1993 Pohrebisko slovanskej populácie z 10. storočia v Bučanoch. Slovenská archeológia 41, 83–112.
- 1993 Mužla-Čenkov I. – Osídlenie z 9.–12. storočia. Nitra (tsz. Ivan Kuzma – Peter Šalkovský)
- 1994 Malé Kosihy I. Pohrebisko z 10.–11. storočia. Nitra
- 1999 Pohrebisko v Čakajovciach (9. – 12. storočie). Vyhodnotenie. Bratislava (tsz. Mária Rejholcová)
- 2004 Veľkomoravské pohrebiská – Pochovávanie na území Slovenska v 9. – 10. storočí. Nitra
- 2015 Mužla-Čenkov II. – Osídlenie z 9.–13. storočia. Nitra (tsz. Ivan Kuzma)
- 2019 Zavŕšenie poslednej etapy včasnostredovekého kostrového rítu na Slovensku. In: Kovár, B. – Ruttkay, M. (eds.): Kolaps očami archeológie. Nitra, 179-191.